# Rodrigo San Miguel
Rodrigo San Miguel de la Iglesia (Saragozza, 21 gennaio 1985) è un ex cestista spagnolo, professionista nella Liga ACB.

## Palmarès
- Copa Príncipe de Asturias: 1

Saragozza: 2004
- Basketball Champions League: 1

Canarias: 2016-2017
- Coppa Intercontinentale: 1

Canarias: 2017